# ریپیسفالوس میکروپلوس
ریپیسفالوس میکروپلوس (نام علمی: Rhipicephalus microplus) نام یک گونه از راسته کنه است.